# Sorin Apostu
Sorin Apostu (Foksány, 1968. február 8. –) román politikus, 2009-től 2012-ig Kolozsvár polgármestere.

## Pályafutása
A bukaresti Agrártudományi és Állatorvosi Egyetem (USAMV) Állatorvosi Karán Élelmiszeripari technológia és szakértelem szakán végzett. Az állategészségügy doktora. Később egyetemi oklevelet és magiszteri oklevelet szerzett a bukaresti Politikatudományi és Közigazgatási Egyetem (SNSPA) Kommunikáció és Közkapcsolatok szakán.
A kolozsvári Agrártudományi és Állatorvosi Egyetem Mezőgazdaság Karának Mezőgazdasági termékek feldolgozási technológiái tanszékén egyetemi tanár volt 2014-ig. 21 könyvet, tankönyvet írt.
2000-ben lett a Demokrata Párt tagja. Emil Boc „felfedezettjeként” a 2004-es helyi választásokon kolozsvári városi tanácsos lett, de erről lemondott, amikor a polgármesteri hivatal műszaki osztályának élére került. 2008-ban ismét városi képviselő lett, ekkor alpolgármesternek választották. Miután Emil Boc polgármester miniszterelnök lett, az előrehozott polgármester-választáson 2009. február 15-én 60,48 százalékot kapott, így ő lett a város új vezetője. 2011 áprilisa óta a Demokrata Liberális Párt Kolozs megyei szervezetének alelnöke és a kolozsvári szervezet elnöke volt.
2011. november 9-én korrupció gyanújával letartóztatták. 2012. január 19-én feleségével és két üzletemberrel együtt állt bíróság elé; 2009 és 2011 közötti befolyással való visszaéléssel, csúszópénz elfogadásával, pénzmosással és jogtalan haszonszerzéssel vádolják.
2012. február 15-én levélben közölte, hogy lemond a polgármesteri tisztségről.
2014 júliusában négy és fél év börtönre ítélték csúszópénz elfogadása és befolyással történő üzérkedés miatt. 2016 májusában feltételesen szabadlábra helyezték.

## Családja
Felesége, Monica ügyvéd. Két gyermekük van, Tudor és Alexandra.

## Külső hivatkozások
- Sorin Apostu honlapja